# Susan Brown
Susan Brown   (Canadà, 1959) és una escriptora i teòrica anarquista i feminista canadenca.
És coneguda pel seu llibre La política de l'individualisme (1993) i per l'article Does Work really work?.
A La política de l'individualisme fa una distinció entre "individualisme existencial" i "individualisme instrumental", i examina com aquestes formes s'utilitzen en el liberalisme (en particular, el feminisme lliberal) i l'anarquisme. En aquesta obra afirma que el liberalisme i l'anarquisme parteixen de principis comuns, i que segons la interpretació d'aquests es donen els acostaments o enfrontaments entre ambdues ideologies.
Ha publicat diversos articles sobre la filosofia política de l'anarquisme i del feminisme, i el seu treball s'ha traduït al flamenc, francès, alemany i finlandès. Treballa i viu a Toronto, Ontario, i té un doctorat de la Universitat de Toronto.